# Trenes Especiales Argentinos
Trenes Especiales Argentinos (TEA) era uma empresa ferroviária privada na Argentina que operava trens de Buenos Aires para a cidade de Posadas, na região da Mesopotâmia.

## História
Com a privatização da rede ferroviária realizada pela administração de Carlos Menem no início dos anos 1990, os serviços de passageiros de longa distância na Argentina foram encerrados pelo Governo Nacional em 1993, deixando a maior parte da província sem serviços ferroviários. Em 2003, foi concedida uma concessão à empresa privada "Trenes Especiales Argentinos" para operar serviços da estação Federico Lacroze, em Buenos Aires, até a cidade de Posadas, na província de Misiones, na fronteira com o Paraguai.
Estação Posadas, terminal.

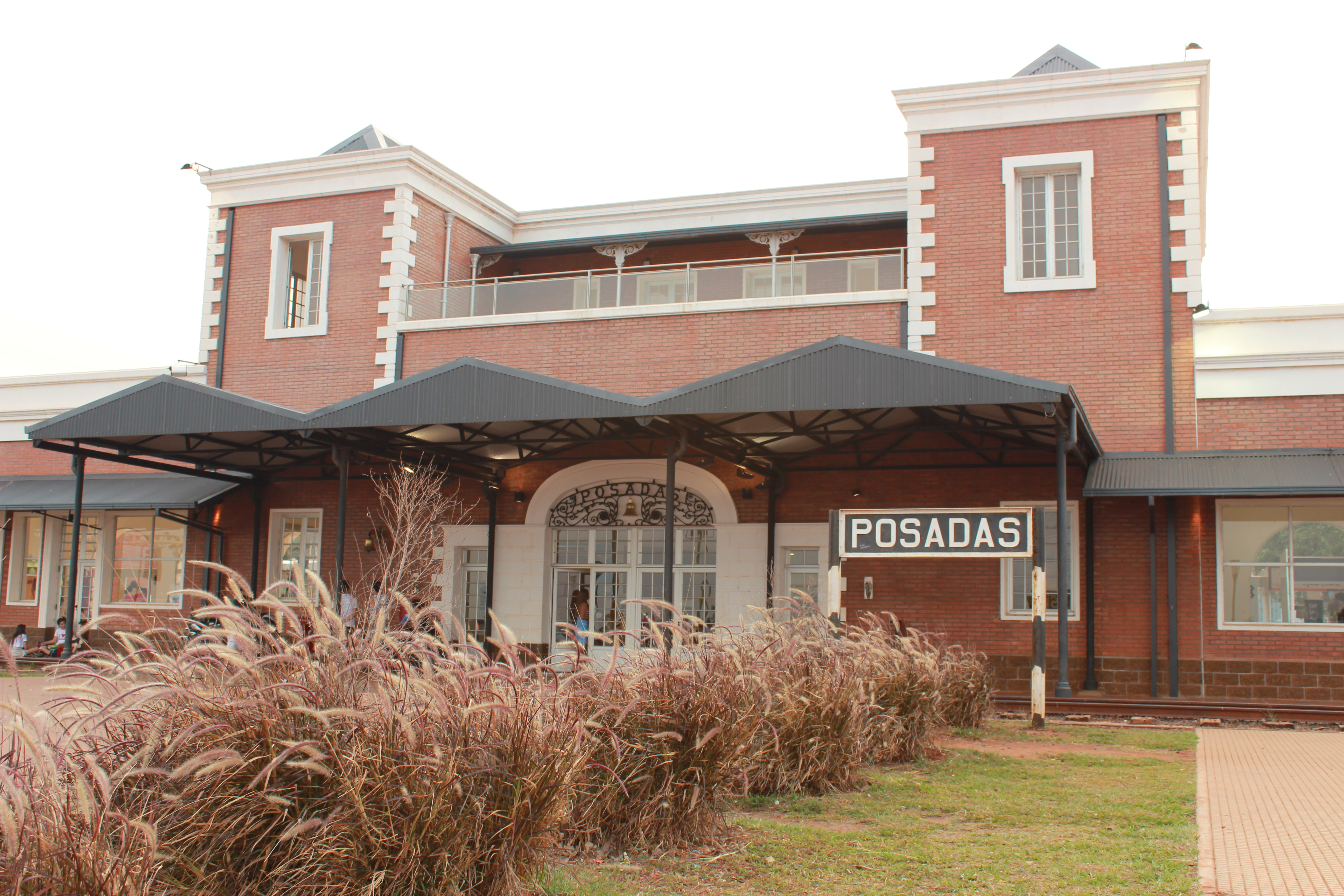
Estação Posadas, terminal

A empresa colocou em operação um trem (conhecido principalmente como El Gran Capitán - O Grande Capitão), puxado por locomotivas a diesel EMD G22 e General Electric U13, com vagões que incluíam classes primeira e pullman.
Algumas paradas ao longo do caminho eram Zárate, na Província de Buenos Aires, Basavilbaso e Villaguay, na Província de Entre Ríos, Monte Caseros e Santo Tomé, na Província de Corrientes, além de diversos outros pontos entre essas cidades.
A viagem total durava aproximadamente 26 horas. Os trens partiam duas vezes por semana em cada direção.
Em 15 de dezembro de 2011, o Governo da Província de Corrientes revogou a concessão da TEA por meio do decreto N° 3010, alegando que "a empresa não tinha autorização para fornecer o serviço ao público, além de não cumprir com os protocolos de segurança, colocando a vida dos passageiros em risco, conforme relatado pela Comissão Nacional de Regulamentação do Transporte".
Após a revogação da concessão, o Governo da Argentina estabeleceu um serviço de Pilar, Província de Buenos Aires, até Posadas, operado pela Trenes de Buenos Aires (TBA). Quando a concessão para a TBA foi revogada após o acidente ferroviário da estação Once em 2012, o serviço também foi interrompido.